# Intimidator
Intimidator sont des méga montagnes russes et des hyper montagnes russes du parc Carowinds, situées en Caroline du Sud, aux États-Unis.